# ビリオネア・ボーイズ・クラブ (映画)
『ビリオネア・ボーイズ・クラブ』（Billionaire Boys Club）は、2018年のアメリカ合衆国の伝記・犯罪・ドラマ映画。監督はジェームズ・コックス、脚本はコックスとキャプテン・モズナー。アンセル・エルゴート、タロン・エジャトン、ケヴィン・スペイシー、エマ・ロバーツ、ジェレミー・アーヴァイン、トーマス・コックレル、ロザンナ・アークエット、ケイリー・エルウィス、ジャド・ネルソンらが出演。1980年代の南カリフォルニアで活動した実在のグループ「ビリオネア・ボーイズ・クラブ」を描く。
2018年7月17日にビデオ・オン・デマンドで配信されたのち、同年8月17日に劇場で限定公開。

## ストーリー
1980年代のロサンゼルスで、ジョー・ハントが率いる裕福な少年たちのグループは、ポンジ・スキームによる攻略法詐欺を思いつく。しかしハントとボディガードのティム・ピットが投資家で詐欺師のロン・レヴィンを殺害したことで、計画は最悪に転じる。

## キャスト
※括弧内は日本語吹替
- ジョー・ハント - アンセル・エルゴート（草尾毅）

グループのリーダーを務める投資コンサルタント。
- ディーン・カーニー - タロン・エジャトン（杉山紀彰）

グループの2番手を務めるプロテニスプレイヤー。
- ロン・レヴィン - ケヴィン・スペイシー（仲野裕）

ビバリーヒルズの浪費家。
- カイル・ビルトモア - ジェレミー・アーヴァイン

スコットの兄弟でビリオネア・ボーイズ・クラブの一員。
- アンディ・ウォーホル - ケイリー・エルウィス

レヴィンの友人。
- シドニー・エヴァンズ - エマ・ロバーツ（竹内絢子）

ハントの意中の相手。
- ロザンナ・リッチ - ビリー・ラード

ビルトモアの意中の相手。
- キンタナ・"Q"・ビセット - スキ・ウォーターハウス

カーニーの意中の相手。
- ライアン・ハント - ジャド・ネルソン

ジョーの父親。
ネルソンは同じ題材の1987年のテレビミニシリーズ『ビリオネア・クラブ』ではジョー・ハートを演じている。
- スコット・ビルトモア - ライアン・ロットマン（英語版）

カイルの兄弟で、クラブに最初に投資したメイベリンのオーナーに採用された双子の一人。
- ペルシャ人 - ワリード・ズエイター（英語版）
- ペルシャ人の妻 - カーメン・イラン
- チャーリー・ボトムズ - トーマス・コッケレル
- ティム・ピット - ボキーム・ウッドバイン

クラブ（ディスコ）のドアマン（用心棒）からジョーのボディガードに。
- デビー・エヴァンズ - ロザンナ・アークエット

シドニーの母親。
- カーター - ジャスティン・アーノルド
- 融資担当者 - ビリー・スローター（英語版）
- 男性 - ケヴィン・ブラッチャー
- 刑事 - モーリス・ジョンソン

## 製作
2010年5月、ハリウッド・リポーター誌は、1980年初頭にロサンゼルスでポンジ・スキームを行うビリオネア・ボーイズ・クラブを始めた裕福な少年たちを描いた犯罪スリラー映画『Billionaire Boys Club』の監督をジェームズ・コックスが務めることを報じた。コックスは、兄弟のスティーブンとともに事実を4か月間調査し、さらに4か月かけて脚本を書いた。コックスは裁判所文書、口頭記録、出版記事から脚本のための資料を集めたと語り、またホリー・ワイズマが製作を務めることなった。
2015年10月29日、アンセル・エルゴートとタロン・エジャトンがキャストに加わった。エルゴートはジョー・ハント、エジャトンはディーン・カーニーを演じる。キャプテン・モズナーもコックスとともに脚本を務め、ワイズマとともにカシアン・エルウィスが製作を務める。2015年11月、ケヴィン・スペイシーがロン・レヴィン役、エマ・ロバーツがシドニー役、スキ・ウォーターハウスがキンタナ役に決定した。
2015年12月、バラエティ誌は、同じくビリオネア・ボーイズ・クラブを映像化した1987年のテレビミニシリーズ『ビリオネア・クラブ』でジョー・ハントを演じたジャド・ネルソンが本作でジョーの父親のライアン・ハントを演じることを報じた。同月、ライアン・ロットマンがスコット・ビルトモア役に決定し、トーマス・コックレルもキャストに加わった。ボキーム・ウッドバイン、ビリー・ラード、ジェレミー・アーヴァインも出演が決定した。アーヴァインはカイル・ビルトモア、ラードはロザンナを演じる。
主要撮影は2015年12月7日にニューオーリンズで開始した。撮影は2016年1月25日に終了し、同年11月に再撮影が行われた。

## 公開
本作ははじめに2018年7月17日にビデオ・オン・デマンドで配信されたのち、同年8月17日にヴァーティカル・エンターテインメント配給で劇場で限定公開予定。

### ケヴィン・スペイシーの出演に関して
2017年10月にケヴィン・スペイシーの性的暴行疑惑が発覚し、他の出演作では再撮影や降板の措置が取られたが、ヴァーティカル・エンターテインメントは本作が告発より前の2016年に完成していた旨と以下のコメントを発表し、出演シーンに手を加えず公開に踏み切った。
私たちはセクシャルハラスメントをどんなレベルであろうと黙認しておらず、その被害者を充分にサポートします。本作の劇場公開を決定することは、簡単でも無神経でもありません。しかし私たちは、キャストおよび本作に熱心に取り組んだ何百ものスタッフ、そして完成品が観客に届くのを見届けるチャンスを信じています。

## 作品の評価
Rotten Tomatoesによれば、15件の評論のうち高く評価しているのは7%にあたる1件のみで、平均して10点満点中3.46点を得ている。
Metacriticによれば、5件の評論のうち高評価はなく、賛否混在が2件、低評価が3件、平均して100点満点中30点を得ている。
第39回ゴールデンラズベリー賞では批評的にも商業的にも失敗した作品に授与されるバリー・L・バムステッド賞を受賞している。